# 서하의 황후 목록
다음은 서하의 역대 황후를 나열한 것이다.
| 대수  | 부군             | 시호                       | 성씨                   | 재위기간        |
| ----- | ---------------- | -------------------------- | ---------------------- | --------------- |
| -     | 하 태조 (夏太祖) | 순성의효황후(順成懿孝皇后) | 야리씨(野利氏)         |                 |
| -     | 하 태종 (夏太宗) | 혜자돈애황후(惠慈敦愛皇后) | 위모씨(衛慕氏)         |                 |
| -     | 하 태종 (夏太宗) | -                          | 와장굴회씨(訛藏屈懷氏) |                 |
| 제1대 | 하 경종 (夏景宗) | 헌성황후(憲成皇后)         | 야리씨(野利氏)         | 1038년 ~ 1047년 |
| 제1대 | 하 경종 (夏景宗) | 신황후(新皇后)             | 몰이씨(沒移氏)         | 1047년 ~ 1048년 |
| 제1대 | 하 경종 (夏景宗) | 선목혜문황후(宣穆惠文皇后) | 몰장씨(沒藏氏)         | (추존)          |
| 제2대 | 하 의종 (夏毅宗) | -                          | 몰장씨(沒藏氏)         | 1059년 ~ 1061년 |
| 제2대 | 하 의종 (夏毅宗) | 공숙장헌황후(恭肅章憲皇后) | 양씨(梁氏)             | 1061년 ~ 1067년 |
| 제3대 | 하 혜종 (夏惠宗) | 소간문목황후(昭簡文穆皇后) | 양씨(梁氏)             | 1083년 ~ 1086년 |
| 제4대 | 하 숭종 (夏崇宗) | -                          | 야율남선(耶律南仙)     | 1105년 ~ 1125년 |
| 제4대 | 하 숭종 (夏崇宗) | -                          | 임씨(任氏)             | 1138년 ~ 1139년 |
| 제5대 | 하 인종 (夏仁宗) | -                          | 망씨(罔氏)             | 1139년 ~ 1167년 |
| 제5대 | 하 인종 (夏仁宗) | 장헌흠자황후(章獻欽慈皇后) | 나씨(羅氏)             | 1167년 ~ 1193년 |